# Divisibilidade
Em aritmética e teoria dos números, diz-se que um número inteiro não nulo {\displaystyle a} divide um inteiro {\displaystyle b}, se existe um inteiro {\displaystyle c}, tal que {\displaystyle b=a\cdot c}. Se {\displaystyle a} divide {\displaystyle b}, {\displaystyle b} é chamado múltiplo de {\displaystyle a}, e {\displaystyle a} é chamado divisor de {\displaystyle b}. Se {\displaystyle a} divide {\displaystyle b} usa-se o símbolo: {\displaystyle a|b}.
Formalmente, escreve-se que: {\displaystyle a} é divisor de {\displaystyle b} {\displaystyle \Leftrightarrow \exists {\ c\in \mathbb {Z} };b=ac}

## Propriedades da divisibilidade
- Se {\displaystyle a} é um inteiro diferente de {\displaystyle 0}, temos que: {\displaystyle a} divide {\displaystyle 0};

- Se {\displaystyle a} é um inteiro, temos que: {\displaystyle 1|a};

- Se {\displaystyle a} é um inteiro, temos que: {\displaystyle a|a};

- Se a|1, temos que:  a = +1 ou -1;

- Se a|b e c|d, temos que: ac|bd;
- Se a|b e b|c, temos que: a|c;
- Se a|b e b|a, temos que: a = b ou a = -b;
- Se a|b e b é diferente de 0, temos que: |b| > |a| ou |b| = |a|;
- Se a|b e a|c, então: a|bx + cy onde x e y são quaisquer inteiros;
- Se a|b e a|b + c ou a|b - c, temos que: a|c;
- Se ab|ac então: b|c;
- Se b|c, então: ab|ac;
- Se a|b, então (b/a)|b.

## Algoritmo da divisão
Teorema: Dados dois números inteiros a e b, b ≠ 0 existe um único par de inteiros q e r tais que:
a = qb + r

### Demonstração
Provaremos para b > 0. Pelo Teorema de Eudoxianos, sejam dois inteiros a e b, b ≠ 0, então ou a é divisor de b ou se encontra entre dois múltiplos de b, ou seja,
qb ≤ a < (q + 1)b
segue deste teorema que
0 ≤ a - qb < b
definimos então um inteiro r = a - qb e fica provada a existência de r e q. Resta-nos agora provar a unicidade de r e q. Suponha que exista {\displaystyle r_{1}} e {\displaystyle q_{1}} que satisfaça a = {\displaystyle q_{1}}b + {\displaystyle r_{1},} temos
(qb + r) - ({\displaystyle q_{1}}b + {\displaystyle r_{1}}) = 0
(q - {\displaystyle q_{1}})b = ({\displaystyle r_{1}} - r)
então
b | ({\displaystyle r_{1}} - r) (b divide ({\displaystyle r_{1}} - r))
Como {\displaystyle r_{1}} < b e r < b, segue que |{\displaystyle r_{1}} - r| < b, concluímos que
{\displaystyle r_{1}} - r = 0 ⇒ {\displaystyle r_{1}} = r
e
(q - {\displaystyle q_{1}})b = 0
qb = {\displaystyle q_{1}b} ⇒  q = {\displaystyle q_{1}}
Provada a unicidade. Por analogia, provamos também para b < 0.

### Exemplos
- 34/7 tem quociente 4 e resto 6 → 34 = 4*7 + 6
- 25/3 tem quociente 8 e resto 1 → 25 =3*8 + 1